# 3-metoxi-tiramină
3-metoxitiramina (3-MT), cunoscută și sub numele de 3-metoxi-4-hidroxifenetilamină, este un metabolit al neurotransmițătorului dopamină. Aceasta este formată prin adăugarea unei grupe de metil la molecula de dopamină de către enzima catecol-O-metil transferază (COMT). 3-MT poate fi metabolizată în continuare de enzima monoaminooxidază (MAO) pentru a forma acid homovanillic (AVI), care este apoi de obicei excretat în urină.
Deși inițial se credea că era fiziologic inactivă, recent s-a demonstrat că 3-MT acționează ca un agonist al TAAR1 umane.

## Răspândire
3-metoxitiramina apare în mod natural în cactușii din genul Opuntia, dar este larg răspândită în întreaga familie a Cactaceaelor. Substanța a fost identificată și în tumori pe Nicotiana sp.
La om, 3-metoxitiramina apare ca metabolit al dopaminei.